# Église orthodoxe celtique
L'Église orthodoxe celtique est une Église chrétienne. Elle a été fondée par Tugdual de Saint-Dolay et se revendique héritière de l'Église celtique. 
L'Église appartient à la Communion des Églises orthodoxes occidentales avec l'Église orthodoxe française et l'Église orthodoxe des Gaules.